# 花咲灯台
花咲灯台（はなさきとうだい）は、北海道根室市の根室半島南側にある花咲岬突端に立つ赤と白に塗られた四角形の灯台。「日本の灯台50選」にも選ばれている。
周辺は、公園として整備され、太平洋を望む風光明媚の地。また、灯台近くには直径6mの玄武岩からなる『車石（ホイールストーン）』が存在する。

## 歴史
- 1890年（明治23年）11月1日 - 初点灯[2]。
- 1951年（昭和26年）6月15日 - 鉄筋コンクリートに改築[3][4]。
- 1952年（昭和27年）8月25日 - 霧信号所の鳴笛が開始[5]。
- 2011年（平成22年）3月31日 - 霧信号所廃止[6]。

## 付属施設
- 霧信号所（ダイヤフラムホーン：毎15秒に1回吹鳴）

## 交通
JR根室本線根室駅から根室交通バス花咲港行きで10分、車石入口下車後徒歩20分

## 周辺情報
- 花咲岬
- 根室車石